# Lisandro Arbizu
Pour les articles homonymes, voir Arbizu (homonymie).
Pas d'image ? Cliquez ici

a Compétitions nationales et continentales officielles uniquement.

b Matchs officiels uniquement.
Dernière mise à jour le 29 juillet 2015.
Lisandro Arbizu, né le 29 septembre 1971 à Buenos Aires, est un joueur de rugby à XV international argentin, évoluant au poste de demi d'ouverture ou de centre. Au terme de sa carrière internationale, il est le joueur argentin, avec Rolando Martín, le plus capé de l'histoire, avec 86 sélections. il termine sa carrière en officiant en tant qu'entraîneur joueur à Valladolid RAC. Il occupe ensuite un poste d'entraîneur au sein de l'encadrement technique du club de l'Union athlétique libournaise.

## Biographie

### Carrière de joueur
Élevé à Belgrano, Arbizu connaît très rapidement la reconnaissance internationale: il obtient sa première cape le 27 octobre 1990 lors d'un test match contre l'Irlande à l'âge de dix-neuf ans et 29 jours, occupant le poste de centre à Lansdowne Road. En 1991, il fait partie du groupe retenu pour disputer la Coupe du monde en Angleterre. Il dispute trois rencontres comme titulaire au poste de demi d'ouverture; il joue trois autres matchs quatre ans plus tard en 1995 en Afrique du Sud et cinq rencontres en 1999 au pays de Galles, soit un total de onze matchs disputés et vingt-neuf points marqués en trois éditions de coupe du monde.
En 1992, il devient le plus jeune capitaine de l'équipe nationale contre l'Espagne à Buenos Aires.
En février 1997, il est invité à disputer une rencontre avec le club des Barbarians contre Leicester et, plus tard dans l'année, il devient un des premiers professionnels argentins en Europe en s'engageant avec le club français de Brive. Le 31 janvier 1998, il joue avec le CA Brive la finale de la Coupe d'Europe au Parc Lescure de Bordeaux face à Bath mais les Anglais s'imposent 19 à 18.
En 2000, il rejoint le club du Club athlétique Bordeaux-Bègles Gironde pour trois saisons ; en 2003, le club connaissant des difficultés, il n'a pas de contrat et s'engage avec Pau. À l'automne, il a une rupture des ligaments croisés antérieurs du genou droit, ce qui le prive de coupe du monde 2003 avec la sélection de Marcelo Loffreda. En 2004, il rejoint Bayonne avant de revenir à Pau. En 2006, il part pour la péninsule italienne et rejoint dans un premier temps le club de Parme.
Sa dernière rencontre internationale a lieu contre l'Italie à Córdoba, en 2005 ; c'est sa quatre-vingt-sixième cape, il égale alors le record de sélections avec les Pumas détenu par Rolando Martín qui a arrêté sa carrière en 2003. En 2013, ce record est battu par Felipe Contepomi lors de sa dernière sélection, face à l'Australie.

### Carrière d'entraineur
Il termine sa carrière de joueur au sein du club espagnol Valladolid RAC qu'il aide à remporter le championnat d'Espagne en tant qu’entraîneur-joueur lors de la saison 2012-2013.
En 2013, il prend les rênes du club du Pays Médoc Rugby relégué en honneur avec pour ambition de faire remonter ce club qui a subi trois descentes consécutives depuis la fédérale 1.
À l'été 2015, il rejoint le club girondin de l'Union athlétique libournaise pour la saison 2015-2016, où il officie en tant qu'entraîneur du jeu au pied et de la technique individuelle, il intervient autant auprès des seniors que du pôle jeunes.

## Statistiques en équipe nationale
- 87 sélections
- 188 points (17 essais, 14 transformations, 14 pénalités et 11 drops)
- Sélections par année : 2 en 1990, 6 en 1991, 6 en 1992, 8 en 1993, 12 en 1995, 7 en 1996, 9 en 1997, 8 en 1998, 9 en 1999, 4 en 2000, 5 en 2001, 4 en 2002, 4 en 2003, 3 en 2005
- Coupes du monde disputées : 1991, 1995 et 1999

## Palmarès
- Vainqueur du Championnat d'Amérique du Sud en 1991, 1993, 1995 et 1997
- Finaliste de la Coupe d'Europe en 1998